# Elise Menagé Challa
Elisabeth Christina (Elise) Menagé Challa (Amsterdam, 14 juni 1888 – aldaar, 26 september 1962) was een Nederlandse opera- en concertzangeres. Ze was de moeder van actrice Josephine van Gasteren en filmregisseur Louis van Gasteren.
De sopraan Menagé Challa studeerde aan de Amsterdamse Muziekschool en bij een aantal buitenlandse zangpedagogen. Haar debuut maakte ze in 1914 in de Neue Oper te Hamburg. In eigen land maakte Menagé Challa vanaf 1915 naam met vertolkingen van het werk van Gustav Mahler. Ze zong elf keer in diens Symfonie nr. 2 in uitvoeringen van het Koninklijk Concertgebouworkest onder leiding van Willem Mengelberg. Als operazangeres vertolkte zij onder meer de rol van Gerhilde in Die Walküre van Richard Wagner. In de jaren twintig van de 20e eeuw trad ze als concertzangeres op met Henri Geraedts achter de piano.

## Privéleven
Menagé Challa was een dochter van de ambtenaar Nicolaas Menage Challa en Josephina Bosch. Ze trouwde in januari 1917 met de toneelspeler Louis Augustaaf van Gasteren. Twee maanden later werd hun dochter Josephine geboren. In 1922 kregen ze een zoon, Louis jr.